# Elvegårdselva
Die Elvegårdselva ist ein Fluss in der Kommune Narvik in der norwegischen Provinz Nordland.
Er durchfließt den See Hartvikvatnet und mündet nach Passieren der Militärbasis Elvegårdsmoen bei Bjerkvik, etwa 15 km nördlich von Narvik, in den Herjangsfjord, einen Seitenfjord des Ofotfjords. Der Fluss ist 23,8 km lang und hat ein Einzugsgebiet von 121,40 km². Der mittlere Abfluss an der Mündung beträgt 5,26 m³/s.